# Campomarino
Campomarino je italské město v oblasti Molise. Leží na sever od města Campobasso a na východ od města Termoli.
Jeho starobylá část se rozkládá na útesu nad novým městem, podél kterého se táhnou čisté pláže. Campomarino je turisticky významné hlavně kvůli svému historickému starému městu. Každou sobotu se tu koná velký trh.
Ve městě jsou dva kostely, před každým se rozkládá malé náměstí. Na velkém náměstí se nachází zachovalá kašna. Je k vidění také opravený park ve kterém si děti hrají celý den. V novém městě na náměstí Piazza de Falcone se nachází kolotoč pro děti, který je v provozu po celý rok. Kolem pláží se táhne dlouhá ulice jménem Lungomare s mnoha obchody, bary a restauracemi. V jedné z postranních ulic se nachází velká socha a pomník Panny Marie, kde se každou neděli konají bohoslužby.

## Vývoj počtu obyvatel
Počet obyvatel

## Partnerská města
- Kotor, Černá Hora